# Marlton (New Jersey)
Pour les articles homonymes, voir Marlton.

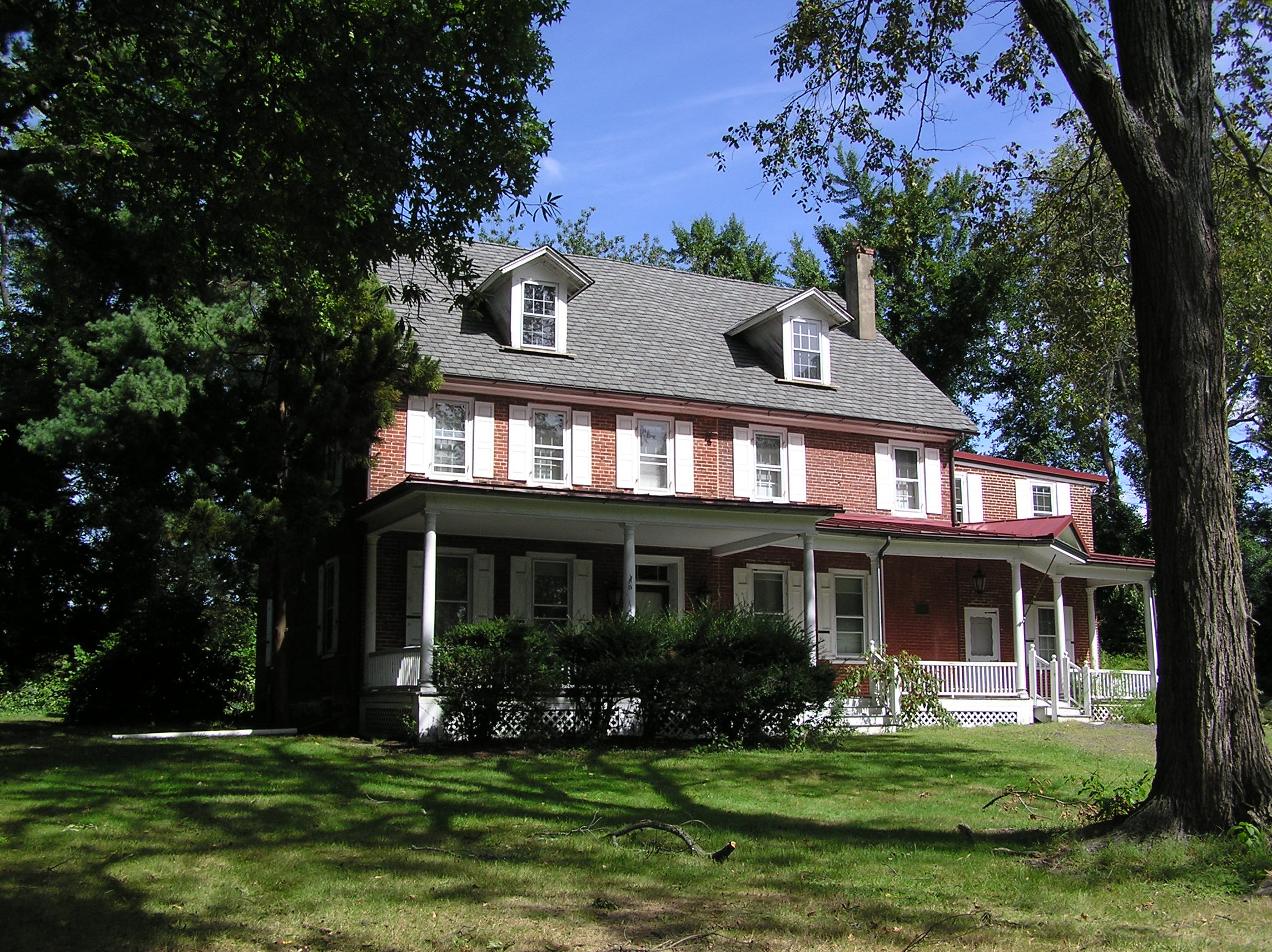

Marlton est une census-designated place du comté de Burlington dans le New Jersey (États-Unis). Elle s'étend sur 8 km2 et compte 10 133 habitants (d'après le recensement des États-Unis de 2010).

## Personnalités liées à Marlton
- Christina Grimmie (1994 - 2016) : chanteuse née à Marton. Elle y est également enterrée, après avoir été assassinée en juin 2016.
- Richard Ruccolo : acteur né à Marlton en 1972.